# Osborne Reynolds
Osborne Reynolds (Belfast, 1842. augusztus 23. – Watchet, 1912. február 21.)  északír születésű brit mérnök, fizikus, matematikus.

## Életpálya
Apja iskolaigazgatóként és papként dolgozott, a mechanika és a matematika volt a kedvenc elfoglaltsága. Reynolds tőle kapta a szakmai szeretetet. Fiatal éveiben Edward Hayes hajóépítő műhelyében dolgozott, ahol megismerkedett a folyadékdinamikával. A Cambridge-i Egyetem tanult, 1867-ben szerzett diplomát. Gyakorló építőmérnökként Londonban épített egy szennyvízszállító rendszert. 1868-tól 1905-ig a műszaki tudományok első professzora lett a Manchesteri Egyetemen. Munkásságának egyik eredménye a Whitworth laboratórium megalapítása, amit a helyi iparosok támogattak anyagilag.

## Kutatási területe
Legfontosabb eredményeit a hidraulika és hidrodinamika területén érte el. Laboratóriumi kísérletekben vizsgálta és matematikailag megalapozta a folyadékok lamináris és turbulens áramlásának feltételeit.

## Szakmai sikerek
- 1877-ben a Royal Society választott tagja,
- 1888-ban Royal-érem (két fontos előrelépésért a természettudományok területén) elismerésben részesült,
- Róla nevezték el a Reynolds-számot, az áramló anyagban fellépő tehetetlenségi erők és belső súrlódási erők hányadosát.